# Гавайи 5.0 (7-й сезон)
Седьмой сезон американского телесериала «Гавайи 5.0», премьера которого состоялась на канале CBS 23 сентября 2016 года, а заключительная серия вышла 12 мая 2017 года, состоит из 25 эпизодов. Шоу является ремейком телесериала 1968-80 годов.
Телесериал был разработан Питером М. Ленковым, Алексом Куртцманом и Роберто Орси. Сериал рассказывает о работе специального подразделения полиции под руководством бывшего морского офицера Стива Макгарретта (Алекс О’Лафлин) на Оаху.

## В ролях

### Основной состав
- Алекс О’Лафлин — Стив Макгарретт
- Скотт Каан — Дэнни «Дэнно» Уильямс
- Дэниел Дэ Ким — Чин Хо Келли
- Грейс Пак — Коно Калакауа
- Маси Ока — доктор Макс Бергман
- Чи Макбрайд — Лу Гровер
- Хорхе Гарсиа — Джерри Ортега

### Второстепенный состав
| - Клэр Форлани — Алисия Браун - Джули Бенц — Эбби Данн - Тэйлор Уайли — Камекона - Эндрю Лоуренс — Эрик Руссо - Розалинд Чао — Кейко Махои - Деннис Чун — сержант Дюк Лукела - Лондин Силзер — Сара Диас Уэйнкрофт - Кими Балмилеро — доктор Нойлани Куна - Шон Мокуахи Гарнетт — Шон «Флиппа» Туопола | - Тейлор Грубс — Грейс Уильямс - Зак Сулзбах — Чарли Эдвардс - Чозен Джейкобс — Уилл Гровер - Дуэйн Ли Чапмен — Дуэйн Ли «Пёс» Чапмен - Эл Харрингтон — Мамо Кахике - Мелани Гриффит — Клара Уильямс - Иэн Энтони Дейл — Адам Ношимури - Уилли Гарсон — Джерард Хирш |

## Эпизоды
| № общий | № в сезоне | Название                                                                  | Режиссёр       | Автор сценария                     | Дата премьеры    | Произв. код | Зрители в США (млн) |
| --- | ---------- | ------------------------------------------------------------------------- | -------------- | ---------------------------------- | ---------------- | ----------- | ------------------- |
| 144 | 1          | «Makaukau 'ce e Pa'ani?» «Готовы к игре?»                                 | Брайан Спайсер | Питер М. Ленков и Эрик Гуггенхейм  | 23 сентября 2016 | 701         | 10,22               |
| Пока Стив и Дэнни восстанавливаются после операций, на островах обнаруживают два тела с шахматными фигурами во рту. В городе начинает действовать мститель, что приводит к росту беспокойства отдыхающих на Гавайях. Макгаррет восстанавливается после трансплантации печени, а Чин Хо должен принять сложное решение относительно племянницы. |            |                                                                           |                |                                    |                  |             |                     |
| 145 | 2          | «No Ke Ali'i' Wahine A Me Ka Aina» «За королеву и страну»                 | Сильвен Уайт   | Дэвид Волков и Мэтт Уиллер         | 30 сентября 2016 | 702         | 9,73                |
| Отряд 5.0 вместе с агентом МИ-6 Гарри Лангфордом пытаются предотвратить планирующийся теракт в Европе, обезвредив террористов. Чтобы вычислить серийного убийцу, охотящегося за убийцами, Макгаррет и Дэнни обращаются к бывшему аналитику ФБР Алисии Браун. |            |                                                                           |                |                                    |                  |             |                     |
| 146 | 3          | «He Moho Hou» «Новый игрок»                                               | Брайан Спайсер | Питер М. Ленков и Сайрус Наурасте  | 7 октября 2016   | 703         | 9,65                |
| Проснувшись утром, Алисия обнаруживает труп с шахматной фигурой во рту в собственной постели. Тем временем отряду 5.0 нужно арестовать преступника, чьи подручные охотятся на членов их команды. |            |                                                                           |                |                                    |                  |             |                     |
| 147 | 4          | «Hu a'e ke ahi lanakila a Kamaile» «Победоносно горящее пламя в Камайле»  | Бронуэн Хьюз   | Питер М. Ленков и Сайрус Наурасте  | 14 октября 2016  | 704         | 9,19                |
| Хотя Алисии и удаётся понять, кем является мститель, она и Макгаррет оказываются в плену у преступника. Команда 5.0 делает всё возможное, чтобы спасти Алисию и Стива из смертельной ловушки. |            |                                                                           |                |                                    |                  |             |                     |
| 148 | 5          | «Ke Ku 'Ana» «Противостояние»                                             | Бобби Рот      | Джейсон Гэвин и Дерек Сантос Олсон | 21 октября 2016  | 705         | 9,51                |
| Отряд 5.0 ищет оружие, которое было украдено из тайника в тире, пока преступник не воспользовался им. Коно наконец-то воссоединяется с мужем Адамом, которого выпускают досрочно из тюрьмы. |            |                                                                           |                |                                    |                  |             |                     |
| 149 | 6          | «Ka hale ho'okauwel» «Дом ужасов»                                         | Рон Андервуд   | Дэвид Волков и Мэтт Уиллер         | 28 октября 2016  | 706         | 8,50                |
| Во время Хэллоуина команда 5.0 расследует убийство медиума, у которого обнаруживается уголовное прошлое. По всей видимости, медиум умер от страха. Тем временем Адам и Коно оказываются в плену у адептов некоего ордена смерти, которые собираются принести их в жертву. |            |                                                                           |                |                                    |                  |             |                     |
| 150 | 7          | «Ka makuahine a me ke keikikane» «Мать и сын»                             | Брайан Спайсер | Эрик Гуггенхейм и Дэвид Волков     | 4 ноября 2016    | 707         | 9,48                |
| Кэтрин возвращается и сообщает, что мать Макгаррета была взята в плен в результате провалившейся попытки вытащить заключённого и её собираются казнить. Тем временем апелляция Чина по опеке над Сарой проиграна, и он вынужден смириться с тем, что Сара в скором времени переедет в Мексику. |            |                                                                           |                |                                    |                  |             |                     |
| 151 | 8          | «Hana Komo Pae» «Взрослое испытание»                                      | Брэд Таненбаум | Роналд Хеннинг                     | 11 ноября 2016   | 708         | 9,84                |
| Грейс и сопровождающий её Дэнни отправляются на школьный Зимний бал. На вечеринке школу захватывают с целью похитить сына дипломата и берут всех учеников в заложники. Дэнни и Лу шокированы, когда выясняется, кем является парень дочери Дэнни. |            |                                                                           |                |                                    |                  |             |                     |
| 152 | 9          | «Elua la ma Nowemapa» «Два дня в ноябре»                                  | Майя Врвило    | Шон Фарина                         | 18 ноября 2016   | 709         | 10,09               |
| К Джерри обращается его подруга-конспиролог, у которой есть весьма убедительные доказательства того, что за убийством Джона Кеннеди стоит один из работников её администрации. После убийства подруги Джерри, отряд 5.0 берётся за это дело. |            |                                                                           |                |                                    |                  |             |                     |
| 153 | 10         | «Ka Luhi» «Время»                                                         | Карлос Бернард | Хелен Шан и Зои Робин              | 9 декабря 2016   | 710         | 9,40                |
| Команда 5.0 начинает расследование десятилетней давности, после того, как подросток с посттравматическим синдромом подвергается гипнозу. Под гипнозом парень вспоминает, что в детстве был свидетелем убийства. Сестра Дэнни, Бриджет, прилетает на Гавайи, чтобы принять участие в конференции. |            |                                                                           |                |                                    |                  |             |                     |
| 154 | 11         | «Ka'ili Aku» «Возвращение»                                                | Дженнифер Линч | Мэтт Уилер                         | 16 декабря 2016  | 711         | 9,46                |
| Команда 5.0 едет в Мексику, чтобы спасти племянницу Чина, Сару, которую похитили неизвестные. Жизни членов команды находятся в опасности... |            |                                                                           |                |                                    |                  |             |                     |
| 155 | 12         | «Ka 'Aelike» «Сделка»                                                     | Джо Данте      | Дэвид Волков и Мэтт Уилер          | 6 января 2017    | 712         | 10,10               |
| Чин спасает Сару, однако его самого похищает картель. Команда ищет способ спасти его до того, как он будет предан казни. Тем временем Лу идёт под прикрытие как менеджер по продаже автомобилей — ему нужно расследовать на первый взгляд простое убийство, которое оказывается намного более запутанным. |            |                                                                           |                |                                    |                  |             |                     |
| 156 | 13         | «Ua ho'i ka 'opua i Awalua» «Облака всегда возвращаются в Авалуа»         | Джим Лост      | Сайрус Наурасте                    | 13 января 2017   | 713         | 9,69                |
| Макс с женой решили уехать с Гавайев, и Макс прощается со своими друзьями из команды 5.0. Однако прощальную вечеринку приходится на время отложить, чтобы поймать убийцу полицейского. |            |                                                                           |                |                                    |                  |             |                     |
| 157 | 14         | «Ka laina ma ke one» «Черта на песке»                                     | Питер Уэллер   | Шон О'Рейлли                       | 20 января 2017   | 714         | 8,42                |
| Отдел 5.0 оказывается в сложной ситуации, когда подозреваемый сбегает на суверенную территорию, принадлежащую коренному народу Гавайев. Он должны найти убийцу не нарушая местных обычаев, чтобы не вызвать кризиса. |            |                                                                           |                |                                    |                  |             |                     |
| 158 | 15         | «Ka Pa'ani Nui» «Крупный зверь»                                           | Брайан Спайсер | Хелен Шан                          | 3 февраля 2017   | 715         | 9,81                |
| Отдел 5.0 расследует дело об убийстве, связанное с незаконной охотой на акул. В ходе расследования выясняется, что за убийством может стоять нацист, который скрывается в поселении для прокажённых. |            |                                                                           |                |                                    |                  |             |                     |
| 159 | 16         | «Poniu I Ke Aloha» «Безумная любовь»                                      | Джерри Ливайн  | Дэвид Волков и Мэтт Уилер          | 10 февраля 2017  | 716         | 9,86                |
| Стив и Дэнни планируют провести День всех влюблённых со своими девушками, а остальная часть команды занимается расследованием довольно необычного убийства. |            |                                                                           |                |                                    |                  |             |                     |
| 160 | 17         | «Hahai i na pilikua nui» «Охота на монстров»                              | Родерик Дэвис  | Роб Ханнинг                        | 17 февраля 2017  | 717         | 9,62                |
| Команда 5.0 снова оказываются втянуты в игру серийной убийцы Мэдисон Грей — вся в крови, она заявляется в отделение полиции и заявляет, что у неё амнезия. Анализ ДНК показывает, что кровь принадлежит Алисии Браун... |            |                                                                           |                |                                    |                  |             |                     |
| 161 | 18         | «E Malama Pono» «Обращаться с осторожностью»                              | Эгиль Эгилссон | Зои Робин                          | 24 февраля 2017  | 718         | 9,12                |
| Макгарретт и Дэнно отправляются в джунгли и там им удаётся найти украденный уран, с использованием которого была создана грязная бомба. Им приходится преодолеть препятствия джунглей и не допустить детонации взрывного устройства. |            |                                                                           |                |                                    |                  |             |                     |
| 162 | 19         | «Puka 'ana» «Исход»                                                       | Бронуэн Хьюз   | Эрик Гуггенхейм                    | 10 марта 2017    | 719         | 9,20                |
| Макгарретт и Коно расследуют исчезновение девушки-подростка, которая, возможно, попала в руки группировки, занимающейся детской проституцией. Коно видит в поимке преступников свою личную миссию. Тем временем Чин и Лу расследуют убийство одного из членов центра помощи алкоголикам. В то же время Дэнни навещает свою сестру в Нью-Джерси. |            |                                                                           |                |                                    |                  |             |                     |
| 163 | 20         | «Huikau Na Makau A Ka Lawai'a» «Крючки рыболовов сцепляются»              | Джерри Ливайн  | Мэтт Уилер                         | 30 марта 2017    | 720         | 8,74                |
| Отряд 5.0 помогает частному детективу Гарри Брауну в возвращении заложника — богатой женщины, чей муж, подозревая измену, установил за ней слежку. Вскоре становится ясно, что у самого мужа похищенной была любовница и мотив для похищения жены. Тем временем Дэнни узнаёт, что его бывшая жена разводится. |            |                                                                           |                |                                    |                  |             |                     |
| 164 | 21         | «Ua Malo'o Ka Wai» «Вода высохла»                                         | Эгиль Эгилссон | Питер М. Ленков и Эрик Гуггенхейм  | 7 апреля 2017    | 721         | 8,77                |
| Расследование гибели сотрудников береговой охраны выводит Отряд 5.0 на след Мишель Шиомы; вскоре она и её люди захватывает Макгарретта, Коно, Чина и Дэнни в джунглях. Джерри бьёт тревогу и в попытке спасти друзей обращается за помощью к полиции. Тем временем Гровер и его сын отправляются в Чикаго, чтобы Ли мог дать показания против своего бывшего друга и напарника Клэя Максвелла.                                                                                     |            |                                                                           |                |                                    |                  |             |                     |
| 165 | 22         | «Waimaka 'Ele'ele» «Чёрные слёзы»                                         | Брайан Спайсер | Дэвид Волков                       | 14 апреля 2017   | 722         | 8,49                |
| Отряд 5.0 расследует смерть в результате автокатастрофы одного из последних оставшихся в живых после гибели линкора «Аризона» 7 декабря 1941 года. Макгаррет вскоре обнаруживает, что погибший служил вместе с его дедушкой, и прилагает все усилия, чтобы поймать виновных. Между тем, Адам приступает к новой работе в качестве строителя и после того, как обнаруживает фрагмент кости и думает, что это может быть место захоронения, просит помочь Джерри разобраться в деле. |            |                                                                           |                |                                    |                  |             |                     |
| 166 | 23         | «Wehe 'ana» «Прелюдия»                                                    | Майя Врвило    | Хелен Шан и Зои Робин              | 28 апреля 2017   | 723         | 8,06                |
| Дэнни должен защитить свидетеля, находящегося в коме, который проходил по его последнему делу в полиции Гавайев семилетней давности. Он должен работать вместе со своим бывшим капитаном, а Стив и команда 5.0, тем временем, делают для их спасения всё возможное. Во флешбэках показывается работа Дэнни над этим делом семь лет назад и обстоятельства, приведшие его к знакомству с Макгарреттом.                                                                              |            |                                                                           |                |                                    |                  |             |                     |
| 167 | 24         | «He ke'u na ka 'alae a Hin» «Карканье лысухи Хины»                        | Кришна Рао     | Роб Хэннинг                        | 5 мая 2017       | 725         | 8,01                |
| Команда 5.0 неохотно верит Макгарретту, когда он получает сообщение о крупном теракте на Гавайях от экс-террориста, которого захватил 10 лет назад. Между тем, Чин получает предложение запустить свою собственную целевую группу в Сан-Франциско. Кроме того, Коно и Адам помогают Хиршу в расширении бизнеса по уборке мест преступлений. |            |                                                                           |                |                                    |                  |             |                     |
| 168 | 25         | «Ua Mau Ke Ea O Ka Aina I Ka Pon» «Жизнь земли увековечена в праведности» | Брайан Спайсер | Питер М. Ленков и Эрик Гуггенхейм  | 12 мая 2017      | 724         | 8,22                |
| Отряд 5.0 продолжает расследовать дело, связанное с группировкой, торгующей людьми. Это дело становится для Коно всё более личным. Тем временем Макгарретт рискует своей жизнью, чтобы спасти девочек, а Дэнни раздражается из-за его походов к врачам насчёт пересаженной печени. Чин раздумывает над предложением переехать в Сан-Франциско. |            |                                                                           |                |                                    |                  |             |                     |